# Berlin-Milieu. Ackerstraße
Berlin-Milieu: Ackerstraße ist ein Dokumentarfilm von Veronika Otten von 1973. Er ist eine der längsten Produktionen der Staatlichen Filmdokumentation der DDR, die ursprünglich nicht für öffentliche Vorführungen vorgesehen waren. Er zeigt Abschnitte der Mauer von Ost-Berliner Seite und wird in der Gegenwart gelegentlich in Kinos oder bei Festivals gezeigt.

## Handlung

### Die Geschichte der Ackerstraße, erzählt von Frau Herfort
Die etwa 80-jährige Frau Herfort sitzt am Schreibtisch ihrer Wohnung, deren Einrichtung mit Sicherheit seit über 100 Jahren nicht verändert wurde und in der sie bereits ihr Leben lang wohnt. Sie erzählt die Geschichte der Berliner Ackerstraße und des Hauses Nr. 18. 
Das Haus sei seit dem 12. Mai 1876 in der Hand ihrer Familie, als es ihr Großvater käuflich erworben hat. Die Häuserzeilen hätten sich seit ihrer Kindheit nicht viel verändert. Die letzten Häuser, die neu erbaut wurden, waren die Nummern 6 und 7 und an der Invalidenstraße gab es einige Häuser, die durch die Bombardierung Berlins im Zweiten Weltkrieg verschwunden sind. Aber trotzdem hat sich die Ackerstraße sehr verändert. Sie war bekannt als gute Geschäftsstraße, denn fast jedes Haus hatte zwei Geschäfte, im Hinterland waren Werkstätten, Betriebe und Restaurants. In der Nr. 6/7 waren die Borussiasäle, die bis zur Brunnenstraße reichten, in der Nr. 8 befand sich die große Feilenhauerei Fischer. In der Nr. 10 war die große Buch- und Steindruckerei der Fam. Bläss (später Herr Schmolke), in der Nr. 12 war im Keller ein Altkleiderhandel und im Laden eine Milchwirtschaft. Im Hinterland der Nr. 13 befand sich eine Berliner Weißbierstube mit dazugehörigen Garten. In der Nr. 14 und 15 gab es viele Jahre einen Kaufmannsladen mit Feinkostartikeln und Obst sowie die Buchbinderei von Schüler. Im Hinterland befanden sich die Klempnerei von Hillmann, eine Schlosserei und auf dem 4. Hof die Tischlerei von Stengert. In der Nr. 16 gab es einen langen Hof ohne Garten, den es dafür wieder in der Nr. 17 gab, denn dort befand sich eine Schankwirtschaft. Am Ende dieses Grundstück befand sich eine kleine Bühne, auf der im Sommer Theaterstücke aufgeführt wurden. In ihrem eigenen Haus befanden sich seit 1865 eine Bleidruckerei und eine Bleiplombenfabrik, die von ihrem Großvater gegründet wurden und bis zum Weggang ihres Bruders in den Westen im Familienbesitz befanden. In der Nr. 19 war eine Gärtnerei, in der Nr. 20 befand sich eine Molkerei mit etwa 22 Kühen in den Ställen. In der Nr. 22 befand sich die Borstenfabrik von Wilhelm, Walter und Werner Kraus (in dieser Reihenfolge) und dann kam die Markthalle. Frau Herfort erzählt von der Bedeutung der Elsässer Straße und der Invalidenstraße, die der Friedrichstraße im Handel und Verkehr nicht nachstanden, aber heute tot seien. Den Abschluss dieses Interviews bildet ein nochmaliger Rundgang durch diese museale Wohnung, mit genauen Betrachtungen der Ausstattung, Möbel, Bilder, Leuchten, Lampen, Öfen, Vorhänge und einer Uhr.

### Gespräche mit Bewohnern der Ackerstraße
Die Aufschrift „Keine Auftrags-Annahme“ auf einer Abzugshaube begrüßt den Besucher in der alten Schmiede von Herrn Fischer und dann sieht man ihn bei der Arbeit. Im Gespräch erzählt er, dass vor Jahren noch viele von den Hinterhäusern gestanden haben, die jetzt abgerissen wurden, bis dahin hatte sich auch das sogenannte Zille-Milieu erhalten. Die Leute, die er aus seiner Jugend noch kannte, obwohl er hier nur arbeitet und nicht wohnt, sind zwischenzeitlich bereits verstorben oder schweren Herzens hier weggezogen. Die jetzt noch bestehenden Wohnungen werden in erster Linie nur an Studenten vermietet, bis sie ihr Studium beendet haben. Er selbst werde seine Firma noch bis zur Rente weiter betreiben und sicherlich auch darüber hinaus, denn seine Produkte und Reparaturen werden von einigen Betrieben unbedingt benötigt und ein anderer bediene diese Marktlücke nicht. Eine ältere Dame, die aus einem Fenster schaut, sagt, dass sie seit 1933 dort in einer Stube mit Küche wohnt. Ein auf der Straße angesprochener älterer Mann wohnt seit 30 Jahren, ebenfalls in einer Stube mit Küche, dort und fühlt sich dabei wohl, obwohl er bereits im Jahr 1969 einen Antrag auf eine neue Wohnung gestellt hat. Eine alte Frau betont, dass man früher in der Ackerstraße besser einkaufen konnte, da es viel mehr Geschäfte gab und man deshalb nicht so lange anstehen musste. Ein anderer Mann sagt, dass er sich die Miete für einen Neubau nicht leisten kann. Jetzt bezahlt er für drei Zimmer mit Küche 40,00 Mark und er hat als einziger Mieter im Haus eine Innentoilette. Ein junger Mann, der gerade erst 18 Jahre alt geworden ist und sich mit seinen Eltern zerstritten hat, bekommt auf Grund seines Alters noch keine eigene Wohnung. Eine junge Frau würde auch lieber in eine andere Wohnung ziehen, macht sich aber vorerst keine Hoffnung darauf: sie hat mit ihrer Familie drei Zimmer mit Bad und Balkon, weshalb sie keinen Antrag stellen braucht, denn der würde nicht akzeptiert werden. Sie hat aber die Hoffnung, dass die Häuser in 10 oder 20 Jahren abgerissen werden, jedenfalls stand es so in der Zeitung. Es folgt ein Blick über die Dächer der Ackerstraße und von der Ecke Invalidenstraße/Ackerstraße auf die Markthalle, dann weiter vorbei an spielenden Kindern, durch die Straße mit dem Blick auf noch existierende und ehemalige Geschäfte, Betriebe, Werkstätten und Restaurants. Selbst eine von ehemals vier Bäckereien hat noch geöffnet.

### Die Hinterhöfe der Ackerstraße
Auf einem dieser Hinterhöfe befindet sich der VEB Berliner Nußartikel, der gerade mit einem Gabelstapler beliefert wird, so dass der ganze Hof mit Waren vollgestellt ist. Auf anderen Höfen sind an den Wänden noch die Hinweise auf ehemalige Nutzer zu lesen, der bauliche Zustand aller Hinterhäuser lässt aber stark zu wünschen übrig. Der Putz sieht vielfach schlimmer aus, als an den Vorderhäusern, auch sind noch Einschusslöcher vom Ende des Zweiten Weltkriegs zu erkennen. Manchmal kann man nur auf Grund von, vor den Fenstern hängender Wäsche noch erkennen, dass die Wohnungen bewohnt sind. Eine ältere Frau bemüht sich auf einem Hinterhof eine Grünfläche zu gestalten, während andere als Ablage für Gerümpel genutzt werden. Das ist besonders bei den Hinterhäusern zu beobachten, die bereits ausgewohnt sind.

### Asoziales Milieu in der Ackerstraße
In einem dieser eigentlich leergezogenen Häuser trifft die Kamera auf die Wohnung eines Asozialen, die einen sehr verdreckten Eindruck macht. In einer weiteren Wohnung wohnt ein älterer Mann in einer zugerümpelten Wohnung.

### Ausbauwohnungen
Eine junge Frau öffnet die Wohnungstür und zeigt ein modern eingerichtetes Wohnzimmer, dann geht sie ein Zimmer weiter, welches sie noch mit ihrem Mann tapeziert. Ihre kleine Tochter wäscht sich im modernen und großzügig gestalteten Badezimmer die Hände und legt sich anschließend im Kinderzimmer auf ihre Liege, während ihre größere Schwester auf dem zweiten Bett bereits ein Buch liest. Diese Wohnung wurde komplett in Eigeninitiative umgebaut und genügt auch höheren Ansprüchen.
Ein paar Häuser weiter treffen wir auf eine Frau mittleren Alters, die ein Schild las, dass Hauspflegerinnen gesucht werden. Da sie Interesse dafür hatte, bewarb sie sich und wurde eingestellt. Jetzt ist sie für fünf Patienten verantwortlich, die zwar alle etwas auseinander wohnen, aber sie verrichtet die Arbeit gern. Zusätzlich pflegt sie noch eine Frau ehrenamtlich in der Ackerstraße. Durch einen Rote Kreuz Lehrgang wurde sie qualifiziert, den zu betreuenden Menschen, die beste Hilfe zukommen zu lassen. Dazu gehört auch Einkaufen, die Wohnung sauber machen, die Patienten zu waschen und bei einer Kundin kocht sie sogar. Bezahlt wir sie von der Volkssolidarität mit 2,12 Mark in der Stunde, bekommt aber einen Qualifizierungszuschlag wegen des absolvierten Lehrgangs von 0,10 Mark. Zum Abschluss wird sie bei der Durchführung ihrer Tätigkeiten gezeigt.

Mitten auf der Ackerstraße steht der ABV, der für diese Gegend zuständig ist und die Feststellung trifft, dass in bestimmten Häusern dieser Straße Menschen wohnen, die politisch noch nicht so richtig zur DDR stehen. Weiter führt er wörtlich aus: 

„Wenn ich mich darauf konzentriere konkret zu werden für den heutigen Tag, so möchte ich einschätzen, dass ich mir folgende Aufgaben vorgenommen habe. Ich werde heute unter andern das Einkaufszentrum Ackerhalle besuchen, da das Einkaufszentrum Ackerhalle am heutigen Tage durch den Minister mit dem Banner der Arbeit ausgezeichnet wird. Weiterhin habe ich mir vorgenommen heute meine Freiwilligen Helfer aufzusuchen, aus dem Grunde, dass wir am 29. 9. ein Sittlichkeitsverbrechen hatten, in der Ackerstraße 2 und Zurzeit nur die Beschreibung des Täters vorliegt. In diesem Zusammenhang werde ich meine freiwilligen Helfer, sechs an der Zahl, in der Ackerstraße aufsuchen, um die Personenbeschreibung zu übermitteln, zwecks Fahndung des Täters. Das wären meine nächsten Aufgaben innerhalb der zwei Stunden am heutigen Nachmittag.“

### Grenzgebiet Ackerstraße
Der junge Genosse Munzert , Mitglied der SED, wohnt seit 1971 im letzten Haus des Ost-Berliner Teils der Ackerstraße, an der Ecke der schon zu West-Berlin gehörenden Bernauer Straße, auf die er durch seine Fenster sehen kann. Für den aus Karl-Marx-Stadt stammenden Kunze war es nach kurzer Eingewöhnung nichts Außergewöhnliches mehr, direkt an der Grenze und somit im Grenzgebiet zu wohnen. Er hat den Eindruck, dass die Grenze auch für die West-Berliner Bürger, die ihm gegenüber wohnen, nichts Besonderes mehr ist. Dagegen gibt es ein Stück weiter einen Aussichtspunkt für Touristen, auf dem sich immer wieder Interessierte einfinden, für die die Gegend sehr spannend ist. Auch wird er von diesen Leuten, genau wie seine Mitmieter im Haus, häufig fotografiert und gerufen, wenn er am Fenster steht. Die meisten Zurufe über die Grenze gelten jedoch den Angehörigen der Grenztruppen der DDR auf ihrem Wachturm.  
```
Im Anschluss an diese Äußerungen zeigt die Kamera Filmaufnahmen der Grenzsicherungsanlagen und Blicke nach West-Berlin, die in der DDR im Normalfall ein Tabu darstellten.
```

Dann stellt sich der Kommandierende des Grenzabschnitts Hauptmann Schäfer vor, der sich besonders auf die gute Zusammenarbeit mit der Grenzbevölkerung bei der Sicherung der Staatsgrenze beruft. Sie hilft, indem sie gute Informationen gibt, sie hilft bei der Durchsetzung von Ruhe und Ordnung und sie hilft auch, wenn sich unberechtigte Personen im Grenzgebiet aufhalten, in dem sie diese ansprechen und im Ernstfall auch vorläufig festnehmen, um so einer eventuellen Grenzverletzung vorzubeugen. Regelmäßig finden Treffen mit dem Leiter des Volkspolizeireviers 14 statt, um sich gegenseitig abzustimmen. Des Weiteren wurden 20 Freiwillige Helfer der Grenztruppen für diesen Abschnitt gewonnen, die wesentlich dazu beitragen, dass die Aufgaben der Grenzsicherung erfüllt werden können. Ein Blick über den Friedhof II der Sophiengemeinde Berlin, der auch an die Ackerstraße grenzt und der durch einen Teil der Mauer verkleinert wurde, schließt dieses Kapitel des Films ab.

### Hausgemeinschaftsfeier Ackerstraße 150/51
Der Leiter der Hausgemeinschaft begrüßt im Klubraum des Hauses die anwesenden Mieter zum Jahresabschiedsfest. Besonders begrüßt er die für ihr Haus zuständige Verwalterin der KWV, bei der er sich für die bisherige gute Zusammenarbeit bedankt. Weiterhin wird der Dank für besondere Leistungen an einige Mitglieder der Hausgemeinschaft ausgesprochen. Er erwähnt auch, dass für besondere Gastfreundschaft während der Weltfestspiele der Jugend und Studenten 1973 dem Haus eine Plakette verliehen wurde. Danach fordert er nur noch auf, zum gemütlichen Teil überzugehen. Diesen Teil nutzt die Redakteurin dieses Films, Veronika Otten, um mit dem HGL-Leiter über die Gründe der Gründung einer Hausgemeinschaft vor 20 Jahren zu reden. Der Hauptgrund war der Wunsch nach Mitsprache an der Verwaltung des Hauses und bald nach der Gründung konnte die Instandsetzung der sanitären Anlagen in die Wege geleitet werden. Die Verwalterin der KWV ist auch des Lobes voll über die Zusammenarbeit. Dann spricht Veronika Otten noch mit einem Ehepaar, welches ihre Wohnung selbst ausgebaut und in einen recht modernen Zustand versetzt hat, wovon sie sich im Anschluss selbst überzeugen kann. Inzwischen wird auf der Feier getanzt und die alkoholischen Getränke tragen dann auch zum Erfolg des Abends bei.

## Produktion
Die Aufnahmen fanden zwischen Oktober und Dezember 1973 in der Ackerstraße statt, in der die Altbauten in den nächsten Jahren vollständig abgerissen werden sollten. Der Film war der erste der Staatlichen Filmdokumentation über eine Straße in Berlin, sie hatte bis dahin vor allem Porträts von Persönlichkeiten angefertigt, er war auch einer der ersten der jungen Filmemacherin Veronika Otten. (In den folgenden Jahren wurden viele weiterer solcher Filme in der Reihe Berlin-Totale gedreht.)
Berlin-Milieu Ackerstraße war mit 82 Minuten ungewöhnlich lang, er war im 16-mm-Format schwarzweiß gedreht.
Die Aufnahmen der Grenzanlagen in der Ackerstraße waren für einen DDR-Film äußerst ungewöhnlich.

## Aufführungen
Der Film war zunächst nicht für eine öffentliche Aufführung vorgesehen, er wurde dann erstmals 1979 wahrscheinlich in gekürzter Fassung auf dem Dokumentarfilmfestival in Neubrandenburg mit einigen weiteren Produktionen der Staatlichen Filmdokumentation vor 20 Zuschauern gezeigt.
Die erste bekannte Neuaufführung gab es 2014 im Zeughauskino in Berlin unter Vermittlung von Dr. Anne Barnert, die sich der Erforschung dieser bisher unbekannten Filme in dieser Zeit widmete. Weitere Vorführungen gab es 2017 beim Internationalen Frauenfilmfestival in Dortmund, 2019 wieder im Zeughauskino, 2021 im Berliner Kino Brotfabrik, im Berliner Kino Babylon, und wahrscheinlich an weiteren Orten.